# Sông Loan

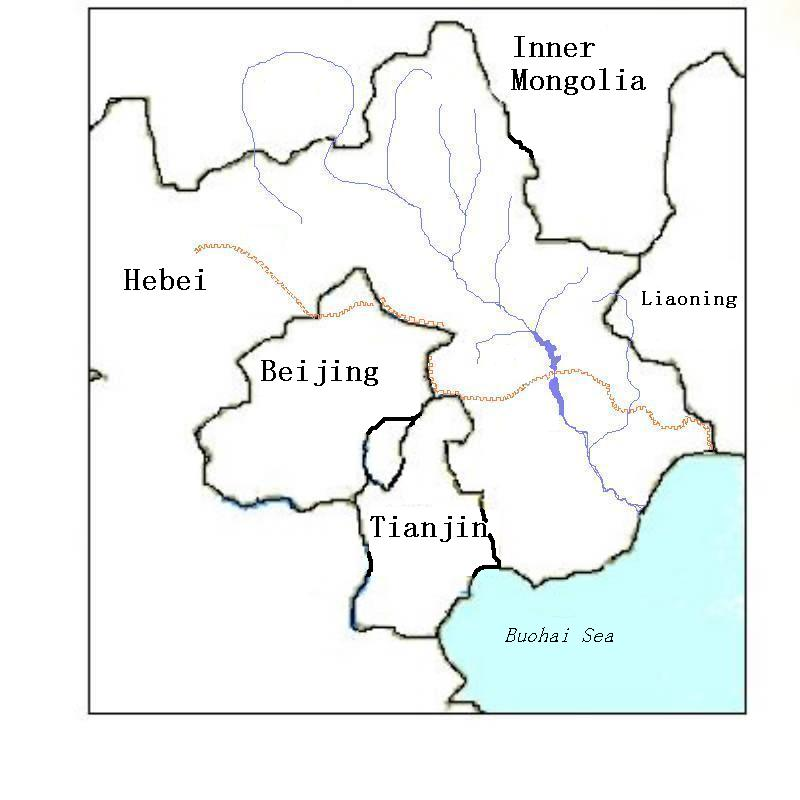
Luan River basin

Sông Loan (Loan Hà) là một con sông ở Trung Quốc. Sông này chảy theo hướng bắc từ nguồn tại tỉnh Hà Bắc vào khu tự trị Nội Mông Cổ, sau đó chảy theo hướng đông nam trở lại tỉnh Hà Bắc và đổ vào Bột Hải. Sông này có chiều dài khoảng 600 km. Một chi lưu của nó là Y Tốn Hà chảy qua Hà Bắc.
Thành phố lớn nhất bên sông này là Thừa Đức.

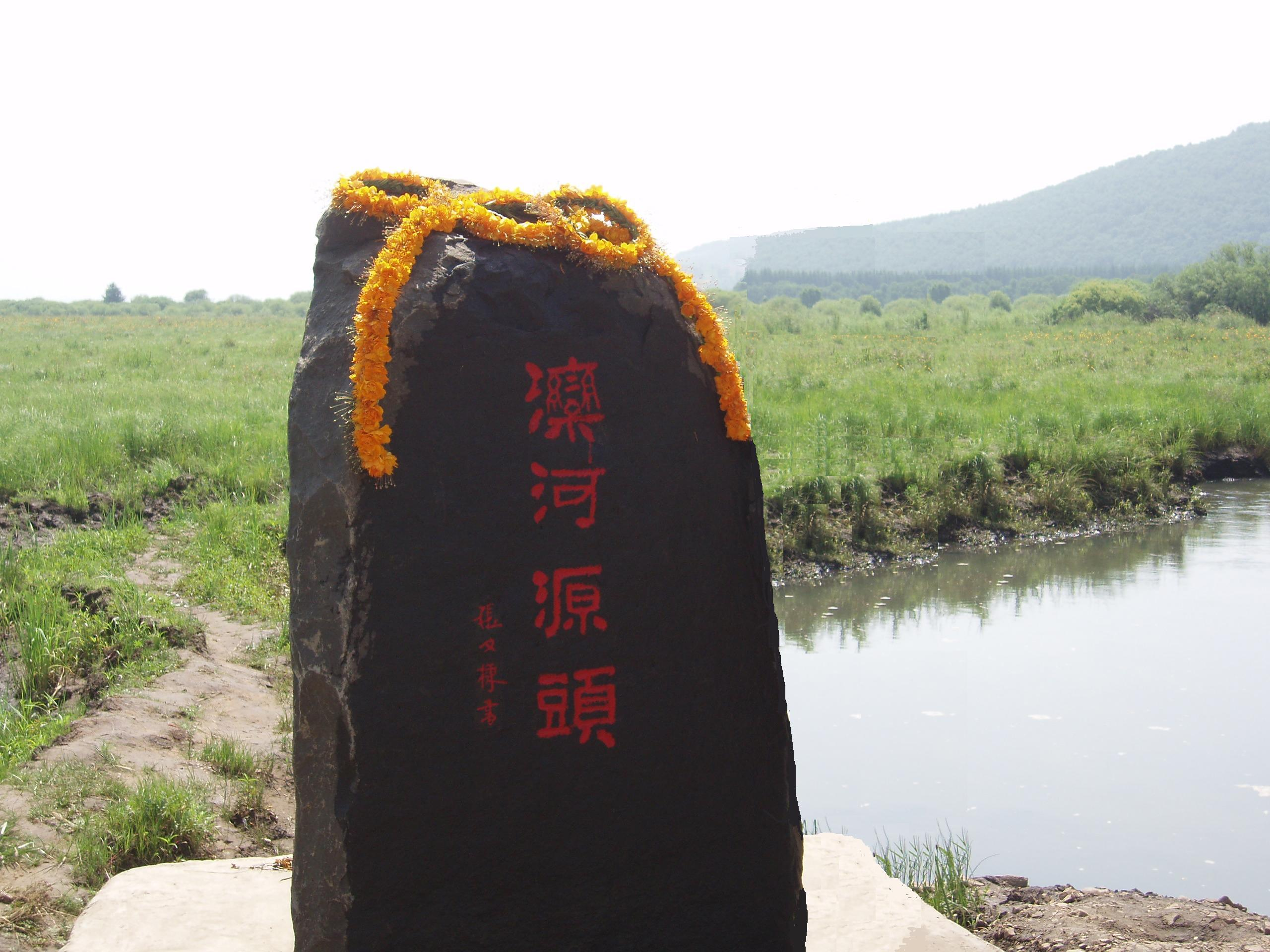
Nguồn nước Loan Hà